# ONE -for the win-
〈ONE -for the win-〉은 NEWS의 16번째 싱글이다.

## 개요
전작 〈WORLD QUEST/포코퐁페코랴〉로부터 약 1년 6개월 만으로, 2014년 1번째 싱글이다.
CD 싱글은 초회반 A, 초회반 B, 통상반, 스페셜반의 4형태로 발매. 이 중 초회반 A에만 DVD가 부속되어 있으며, 이 DVD에는 뮤직 비디오와 메이킹 영상이 수록되어 있다.
〈ONE -for the win-〉는 닛폰 TV 계열 《브라질 2014》의 테마 송으로 사용되고, 〈SEVEN COLORS〉는 닛폰 TV 계열 《FIFA 클럽 월드컵 모로코 2013》의 테마 송으로 사용되었다.

## 수록곡

### 초회반 A
CD
1. ONE -for the win-
작사·작곡: take4 / 편곡: take4, Ryosuke Nakanishi
  - 닛폰 TV 계열 《브라질 2014》 테마 송
2. SEVEN COLORS
작사·작곡·편곡: TAKA3
  - 닛폰 TV 계열 《FIFA 클럽 월드컵 모로코 2013》 테마 송

DVD
1. 〈ONE -for the win-〉 Music Clip & Making

사양·봉입 특전
1. 2면 4P 자켓
2. NEWS Music Clip집 프레젠트 캠페인 응모 ID 봉입

### 초회반 B
CD
1. ONE -for the win-
2. SEVEN COLORS
3. WORLD QUEST [R-midwest Remix]
작사: MOZZA / 작곡: 히로이즘 / 편곡: R-midwest

사양·봉입 특전
1. 12P 북클릿
2. NEWS “사커 응원” 페인트 씰
3. NEWS Music Clip집 프레젠트 캠페인 응모 ID 봉입

### 통상반
CD
1. ONE -for the win-
2. SEVEN COLORS
3. 君がいた夏 / 네가 있던 여름
작사: kafka / 작곡: take4 / 편곡: Ryosuke Nakanishi
4. FLYING BIRD
작사: TAKA3, kafka / 작곡: TAKA3 / 편곡: 이토 켄, 타카하시 료
5. ONE -for the win- (オリジナル・カラオケ)
6. SEVEN COLORS (オリジナル・カラオケ)

사양·봉입 특전
1. 3면 6P 자켓
2. NEWS Music Clip집 프레젠트 캠페인 응모 ID 봉입 (초회 프레스만)

### 스페셜반(기간 한정·완전 생산 한정)
CD
1. ONE -for the win-
2. SEVEN COLORS

사양·봉입 특전
1. NEWS “ONE” T셔츠 (M사이즈)
2. 스페셜 BOX 사양